# Victory-Klasse (1990)
Die Victory-Klasse ist ein Klasse von sechs Korvetten der Marine der Republik Singapur (RSN). Sie basieren auf dem Entwurf MGB 62 der Lürssen-Werft, wurden zwischen 1990 und 1991 in Dienst gestellt und bilden die Achte Flottille der RSN.

## Geschichte
In den 1960er und 1970er Jahren war die RSN hauptsächlich mit Aufgaben der Küstenwache befasst. Ab den späten 1970er Jahren führte jedoch der Druck hochrangiger Marineoffiziere zu einer Planung von erweiterten Aufgaben und Fähigkeiten der Marine. Singapurs wachsender regionaler Handel machte eine Überprüfung des Auftrags der RSN nötig. Daraufhin wurde der Marine die Aufgabe übertragen, auch Singapurs Seekommunikationslinien zu schützen. Im Rahmen eines anschließenden Ausbauprogramms bestellte die RSN 1983 bei der Lürssen-Werft ein Geschwader von Raketenkorvetten. Das erste Schiff, die RSS Victory, wurde in Deutschland gebaut und vom Stapel gelassen, während die übrigen fünf von Singapore Shipbuilding & Engineering (jetzt Singapore Technologies (ST) Marine) vor Ort gebaut wurden. Die mit Sonar und Torpedos ausgerüsteten Korvetten waren die erste Schiffsklasse der RSN mit U-Boot-Abwehrfähigkeiten.
1996 wurden die Korvetten mit zwei Sätzen von 8-Zellen-Barak-I-Startern, einem zweiten Feuerleitradar auf der Plattform hinter dem Mast und einer optronischen Zieleinheit auf dem Brückendach ausgerüstet. Außerdem wurde eine Ruder-Roll-Stabilisation nachgerüstet, um die Seetüchtigkeit zu verbessern.
2009 wurde bekannt gegeben, die Korvetten einem Dienstverlängerungsprogramm zu unterziehen. Am 23. August 2011 führte die aufgerüstete RSS Valiant während der CARAT-Übung mit der Marine der Vereinigten Staaten ein scharfes Übungsschießen mit Barak-Flugkörpern durch.
Ab 2012 wurde die Klasse mit einem ScanEagle-UAV aufgerüstet. Die RSS Valiant war die erste so ausgestattete Einheit. Diese Aufrüstung erforderte jedoch das Entfernen der U-Jagd-Fähigkeiten.
2018 kündigte das Verteidigungsministerium an, dass alle sechs Korvetten von 2025 an durch neue Kriegsschiffe abgelöst werden.

## Einheiten

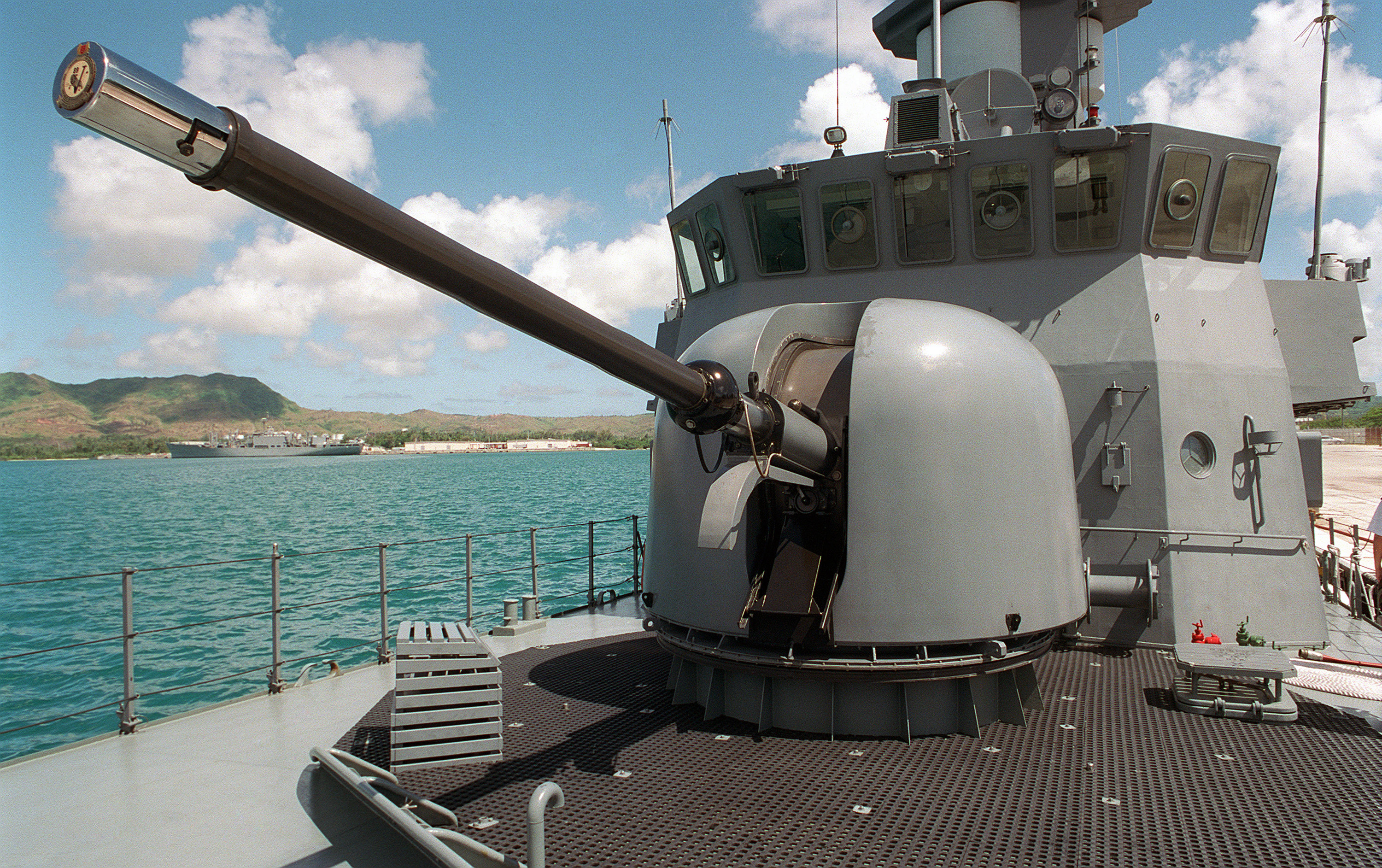
Das OTO-Melara-76-mm-Super-Rapid-Geschütz auf der Korvette RSS Valour der Victory-Klasse

| Kennung | Name          | Bauwerft                                       | Stapellauf        | Indienststellung |
| ------- | ------------- | ---------------------------------------------- | ----------------- | ---------------- |
| 88      | RSS Victory   | Lürssen, Vegesack                              | 8. Juni 1988      | 18. August 1990  |
| 89      | RSS Valour    | Singapore Shipbuilding & Engineering, Singapur | 10. Dezember 1988 | 18. August 1990  |
| 90      | RSS Vigilance | Singapore Shipbuilding & Engineering, Singapur | 27. April 1989    | 18. August 1990  |
| 91      | RSS Valiant   | Singapore Shipbuilding & Engineering, Singapur | 22. Juli 1989     | 25. Mai 1991     |
| 92      | RSS Vigour    | Singapore Shipbuilding & Engineering, Singapur | 1. Dezember 1989  | 25. Mai 1991     |
| 93      | RSS Vengeance | Singapore Shipbuilding & Engineering, Singapur | 23. Dezember 1990 | 25. Mai 1991     |